# Paul Sheriff
Paul Sheriff (Moscou, 13 de novembro de 1903 — 25 de setembro de 1990) é um diretor de arte estadunidense. Venceu o Oscar de melhor direção de arte na edição de 1953 por Moulin Rouge, ao lado de Marcel Vertès.